# Citroën LNA
El Citroën LNA (popularmente conocido como "Helena") es un automóvil de turismo del segmento B producido por el fabricante francés Citroën entre los años 1976 y 1986. Se trata de un vehículo diseñado a partir de la técnica del badge engineering — que consiste en comercializar un mismo producto con nombres diferentes — puesto que al igual que otros modelos del Groupe PSA, como el Talbot Samba, se trata de una variante del Peugeot 104. Contaba con un motor de 602 centímetros cúbicos de dos cilindros heredado del Citroën 2CV. El equipamiento y las prestaciones eran muy simples, pero el éxito comercial del LNA se debió a su bajo precio y escaso consumo. En algunos países, incluido Francia, es conocido más como Citroën LN.

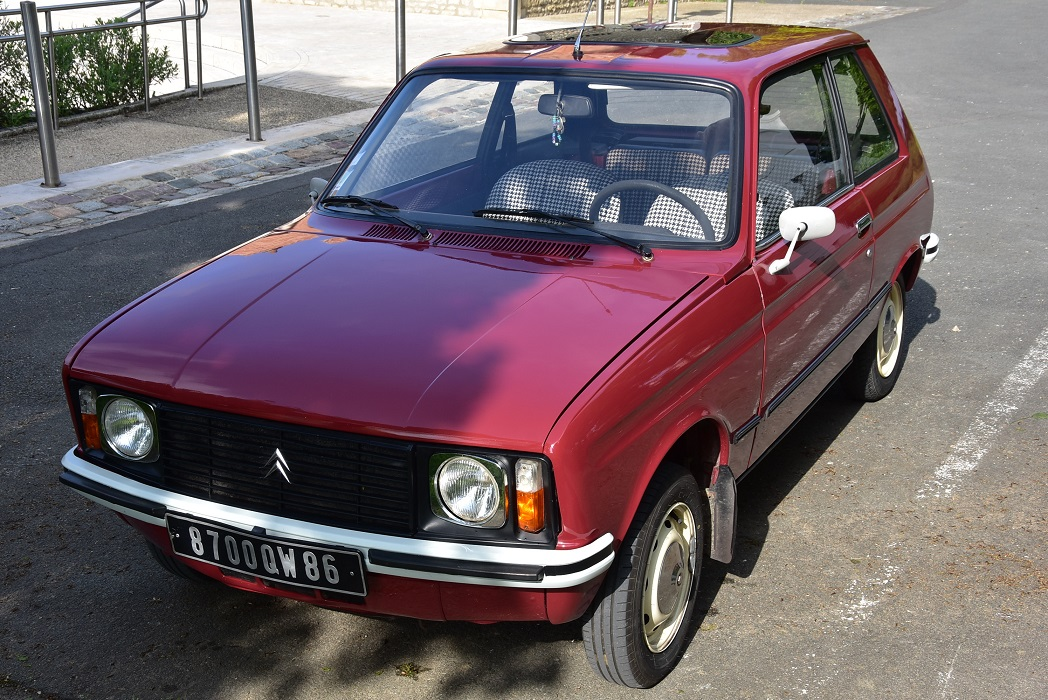
Coche de 1981

Durante la presentación oficial del modelo a la prensa, PSA mostró una actitud defensiva posiblemente debido a que se trataba de un coche que parecía un Peugeot, pero que había sido producido en la planta de Citroën, con un motor Citroën, para así garantizar que ambas marcas del grupo eran independientes. Esas garantías habían sido trasmitidas por el propio departamento de prensa del holding francés meses antes, cuando ante la imminente quiebra de la marca fundada por André Citroën ésta fue adquirida por Peugeot. Ante la prensa, PSA aseguró que el lanzamiento del LNA se debía a la «necesidad de Citroën de ofrecer al público un modelo de la parte baja de la gama», por lo que apenas era un mero apoyo a una gama que incluía el Ami y el Dyane así como el ya experimentado 2CV, cuyo fin de producción no estaba previsto.
Inicialmente el LNA solo estuvo disponible en Francia, pero en noviembre de 1978 se presentó una nueva versión con algunas mejoras que fue exportada al resto de Europa. Tenía un motor más potente y moderno 652 cc de dos cilindros similar al del Citroën Visa y más tarde se añadió un 1100 cc de cuatro cilindros que tenía una velocidad máxima de casi 145 km/h (90 mph).
Al mismo tiempo su carrocería de origen Peugeot también dio lugar al Talbot Samba, que tenía faros cuadrados y la mayor diferencia fue que era ligeramente más largo. La producción del LNA cesó en agosto de 1986, a diferencia del Samba que sobrevivió un año más. El Peugeot 104 se mantuvo en producción hasta 1988, a pesar de que su sucesor, el Peugeot 205, estaba en venta desde 1983.

## Historia en otros países
En la fábrica de Citroën en Chile se enviaron dos modelos del Citroën LNA desde Francia luego del éxito del Citroën 2 CV y el Citroën Yagán, sin embargo, este no llegó a comercializarse.

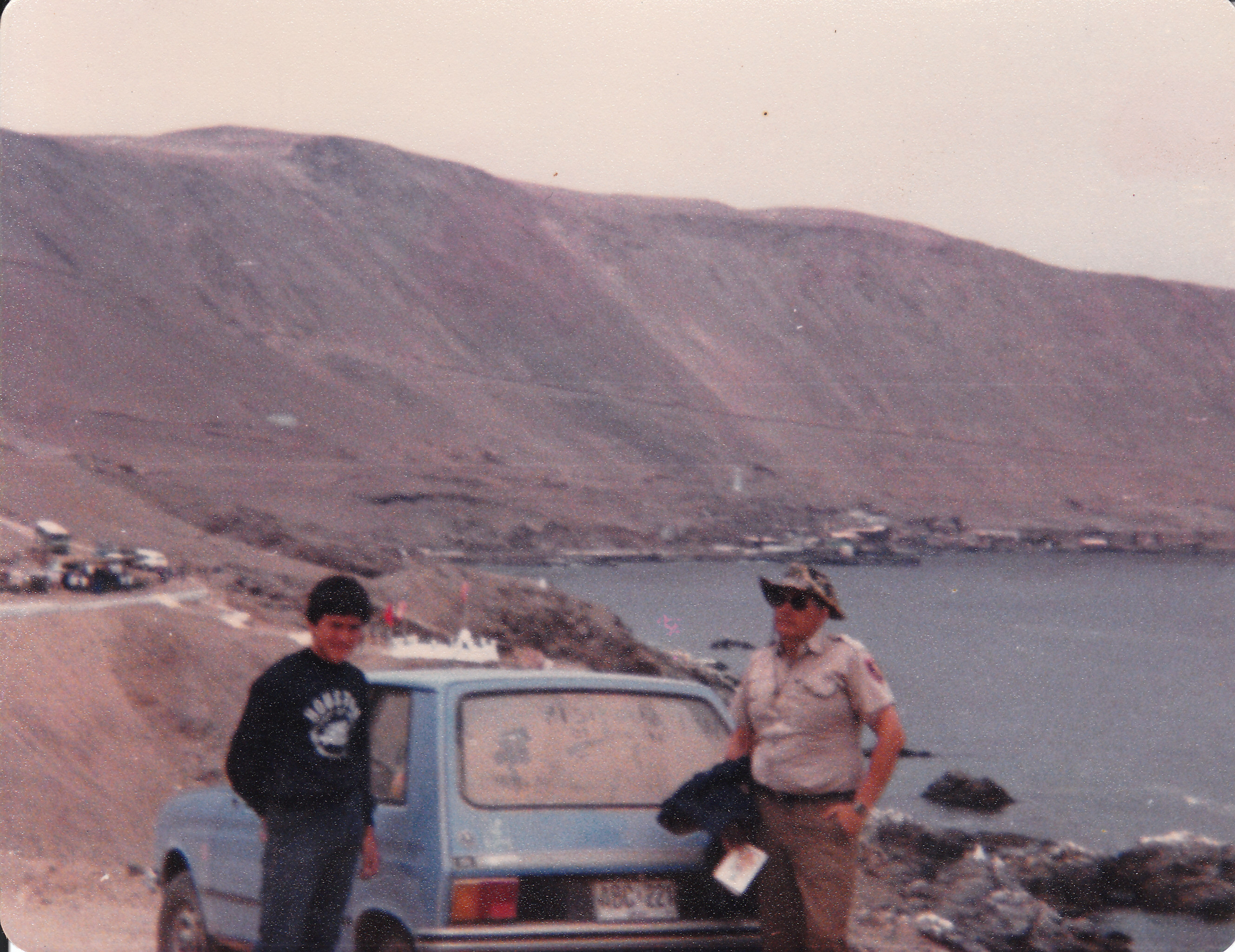
Citroën LN Experimental en Pisagua, región de Tarapacá, Chile Abril de 1981.

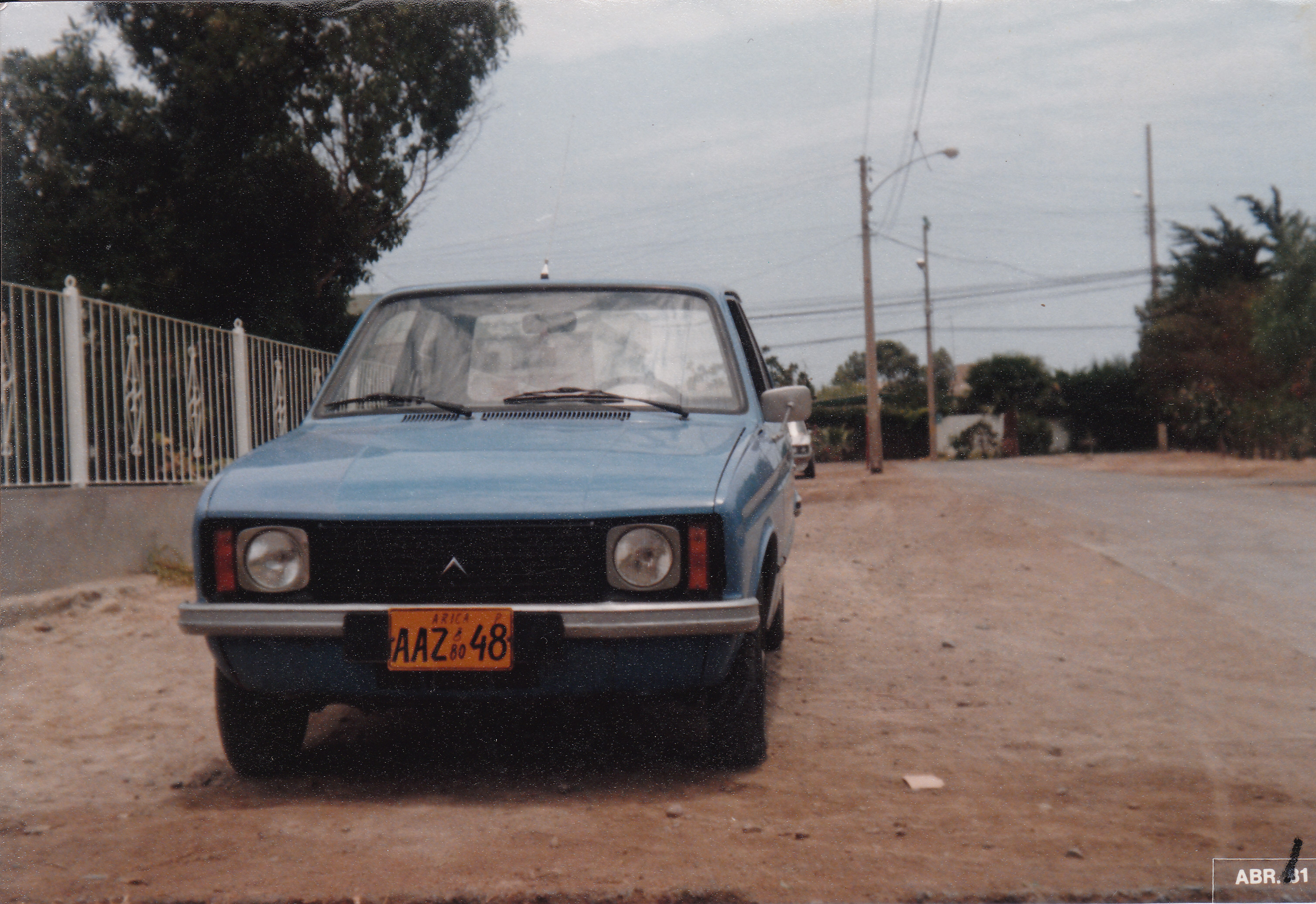
Citroën LN Experimental con patente Ariqueña. Abril de 1981